# Per tutto il tempo che ci resta
Per tutto il tempo che ci resta è un film italiano del 1998 diretto da Vincenzo Terracciano.